# El Puig (Madremanya)
El Puig és una muntanya de 171 metres que es troba al municipi de Madremanya, a la comarca del Gironès.